# Brekstad
Brekstad is een plaats in de Noorse gemeente Ørland, provincie Trøndelag. Het ligt aan de Trondheimsfjord bij de ingang van de Stjornfjord, ongeveer 5 kilometer ten zuiden van Uthaug en 7 kilometer ten westen van Austratt en Ottersbo.
Brekstad telt 1.828 inwoners (2007) en heeft een oppervlakte van 1,71 km².